# Daniel Mohr (Maler)

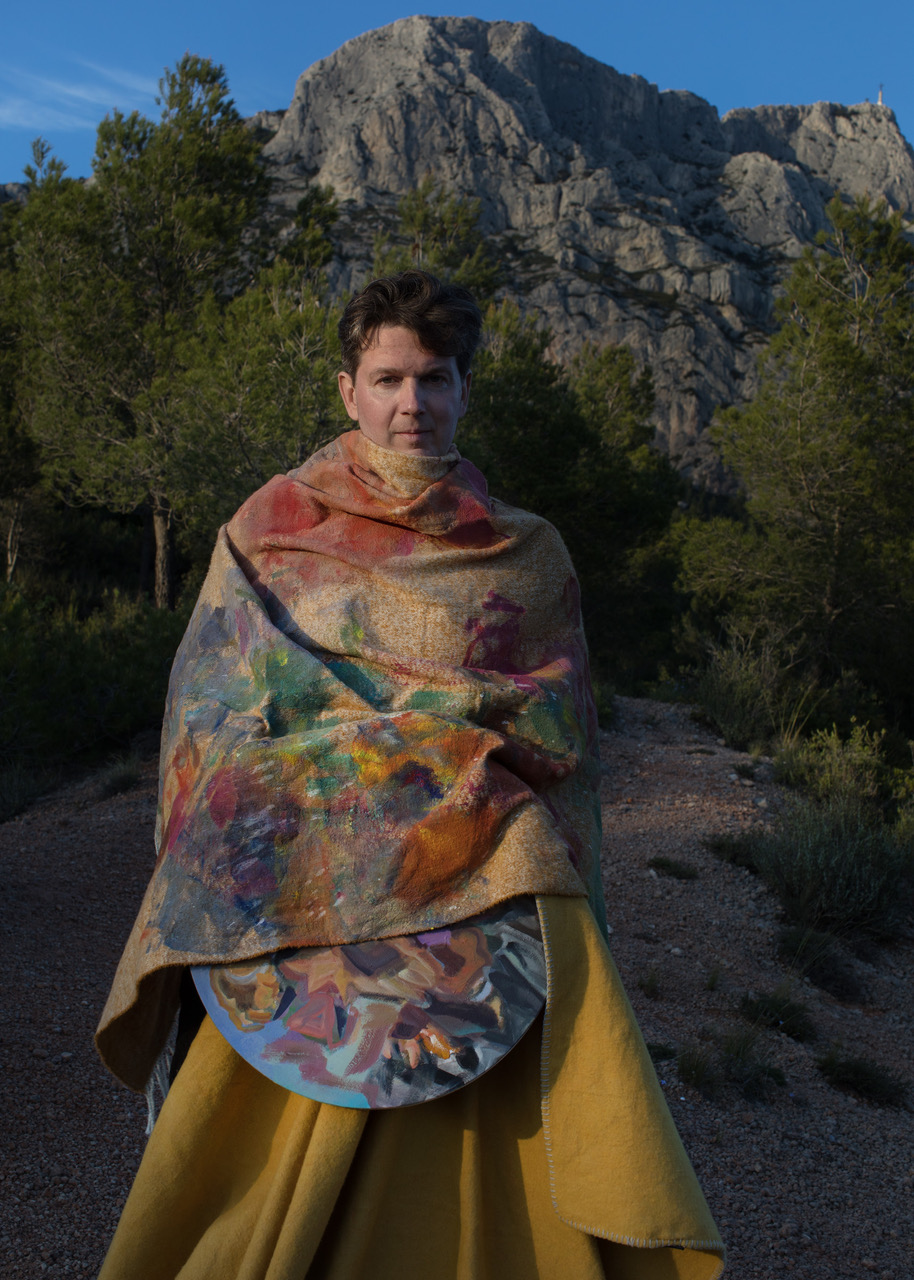
Daniel Mohr (2025)

Daniel Mohr (* 1976 in Bad Hersfeld) ist ein deutscher Künstler.

## Leben
Daniel Mohr studierte von 1998 bis 2004 Philosophie und Kulturwissenschaften an der Humboldt-Universität in Berlin mit einem Schwerpunkt auf die Postmoderne und Phänomenologie. 1999 - 2003 absolvierte er ein Studium der Bildenden Kunst an der Universität der Künste, Berlin in der Fachklasse von Georg Baselitz, welches er 2005 als Meisterschüler abschloss. Von 2002 bis 2014 hatte er ein Atelier in Barcelona.
Daniel Mohr lebt und arbeitet in Berlin.

## Werk

### Fragmentierung und Wahrnehmung
Mohrs künstlerische Sprache ist geprägt von der Fragmentierung und Auflösung von Formen. Durch diese Technik schafft er eine Parallelität von Ereignissen in seinen Bildern, die das simultane Nebeneinander von Spannungsmomenten ins Zentrum rückt. Der Künstler hinterfragt dabei die Grundlagen unserer Wahrnehmung sowie ein visuelles Selbstverständnis. Mohrs Arbeiten werfen Fragen darüber auf, wie Wirklichkeit dargestellt wird und wie glaubwürdig diese Darstellungen sind. Die malerische Herangehensweise und die Prozesshaftigkeit, die in Mohr´s Bildern sichtbar wird, sind dabei besonders bezeichnend: Mohr imitiert und kontrastiert die Transparenz von Aquarelltechniken mit der Tiefe und Substanz von Wasser- und Ölfarben. Diese Art des Malens ermöglicht ihm eine Vielfalt an Ausdrucksformen, von sanften, durchscheinenden bis hin zu dichten und kraftvollen Farbtönen. Mit dieser unverwechselbaren Farb-, Form- und Farbschicht-Gestaltung prägt er seine eigene, charakteristische Bildsprache.

### Landschaft und Mensch
Das Verhältnis zwischen Mensch und Natur ist ein wiederkehrendes Thema, mit dem sich Daniel Mohr in seinem Werk auseinandersetzt und immer wieder neu interpretiert. Seine Arbeiten bewegen sich zwischen Abstraktion und Figuration, indem er Landschaften und Figuren in lebendige, dynamische Farbflächen übersetzt.

### Politische Dimension und die Macht der Bilder
Einige von Mohrs Werken eröffnen einen diskursiven Ansatz, indem sie sich mit politischen Hintergründen beschäftigen. Dabei thematisiert er negative Auswirkungen hegemonialer Vormachtstellung westlicher Staaten sowie der Globalisierung und setzt sich mit der Macht von Bildern gesellschaftlicher und politischer Ereignisse auseinander. Die schemenhafte Ästhetik seiner Werke, geprägt durch sanfte Farbtöne und fließende Übergänge, bildet häufig einen starken Gegensatz zu den harten Realitäten dieser Themen, wie der Galerist Alexander Levy betont.

### Künstlerische Reflexion und Inspiration
Mohrs Schaffen charakterisiert sich zum einen durch seinen Umgang mit den technischen Herausforderungen des Mediums Malerei zum anderen durch die Auseinandersetzung mit gesellschaftlichen sowie kunsthistorischen Zusammenhängen, wobei er sich in kompositorischen Ansätzen auf Francisco de Goya oder Paul Klee. Dabei hinterfragt er historische Vorbilder und künstlerische Auseinandersetzungen und interpretiert sie aus einer zeitgenössischen Perspektive. Diese Reflexion der Tradition, gepaart mit einem kritischen Blick auf die Gegenwart, prägt seine Arbeiten und macht sie zu einem vielschichtigen Kommentar über Kunst, Kultur und Gesellschaft.

## Ausstellungen (Auswahl)
- 2023 Aether, Levy Galerie, Berlin[8]
- 2020 Samina, Landesmuseum Liechtenstein, Vaduz[9]
- 2018 Tun ohne Bild, Kunstverein Reutlingen[10]
- 2014 Additionen der Gegenwart, Kunstmuseum Bochum[11]
- 2012 Berlin.Status (1), Künstlerhaus Bethanien[12]
- 2010 Junge Kunst 2010, Wilhelm-Hack-Museum, Ludwigshafen[13]
- 2010 Walking the dog, Kunsthalle Dominikanerkirche, Osnabrück
- 2009 Call 2010, Luis Adelantado, Valencia
- 2007 Berlin Buenos Aires Art Exchange, Cento Cultural de Recoleta, Buenos Aires
- 2007 Die Elbe [In]between, Kunstmuseum Magdeburg[14][15]

## Öffentliche Sammlungen
- Landesmuseum Liechtenstein[16]

## Auszeichnungen
- 2020 Reisestipendium für die Insel Ventotene der italienischen Botschaft und IN/SU/LA[17]
- 2015 Premi di pintura internacional, Fundació Guasch Coranty[18]
- 2010 Enovos Preis Junge Kunst (shortlist)[19]

## Rezeption
„Daniel Mohr arbeitet an der Vergeistigung rationaler Harmonien. Und doch geht es ihm nie um die gemalte Ordnung an sich. Er erlaubt sich Ausflüge in den Impressionismus ebenso wie er es liebt, das Gesehene divisionistisch zu zerlegen und mit unregelmäßigen, stakkatohaften Pinselstrichen in eine ornamentale Bildoberfläche aufzulösen. Er kennt sich aus mit der lichten Farbigkeit des Luminismus und mit radikal reduzierter Farbgebung. Sein bisheriges Werk ist eine Suchbewegung, die gleichzeitig in verschiedene Richtungen zielt.“ – Christoph Tannert